# Tommy Remengesau
Thomas Remengesau, Jr., chamado também Tommy Remengesau (Koror, 28 de fevereiro de 1956) foi presidente de Palau de 2001 a 2009 e de 2013 a 2021.
É filho de Thomas Remengesau, Sr., outro político de Palau que foi presidente do país em duas oportunidades. Educou-se na Universidade Estatal de Grand Valley, em Allendale, Michigan, Estados Unidos.
Foi vice-presidente do país em 1992 e foi eleito presidente em 2000 vencendo a Peter Sugiyama com uma margem de 52% a 46% e assumiu o cargo em 1 de janeiro de 2001. Foi reeleito em 2004, derrotando Polycarp Basilius com uma margem de 64% a 36% e eleito para um terceiro mandato, não consecutivo, em 2012, derrotando Johnson Toribiong.